# انتخابات العزل
انتخابات العزل -وتُعرف أيضًا باسم «استفتاء العزل» أو «عريضة العزل» أو «عزل الممثلين»- هي إجراء يُمكن من خلاله للناخبين إزالة مسؤول مُنتخب من منصبه من طريق استفتاء قبل انتهاء فترة ولايته الرسمية. وقد ظهرت إجراءات العزل في الدستور في الديمقراطية الأثينية القديمة. حتى في الأماكن التي يُسمح بها قانونيًا، لا تُنظم انتخابات العزل بشكل شائع إلا في عدد قليل من الدول مثل بيرو والإكوادور وتايوان واليابان. وتُعد وفقًا لمنظمات مثل شبكة المعرفة الانتخابية ACE من أندر أشكال الديمقراطية المباشرة استخدامًا.

## العملية
تختلف إجراءات انتخابات العزل من دولة لأخرى، وقد تبدأ بطرق مختلفة. يمكن إطلاق عملية العزل بطريقتين:
- «العزل غير المباشر»، ويُعرف أيضًا بـ «العزل المختلط» أو «من الأعلى إلى الأسفل»، يُمكن تفعيله فقط من قِبل سلطة رسمية مثل الحكومة أو البرلمان أو الرئيس.[4]
- «العزل المباشر»، ويُعرف أيضًا بـ «العزل الكامل» أو «من الأسفل إلى الأعلى»: يُمكن تفعيله مباشرةً من قِبل الشعب مبادرةً جماهيرية.[5]

## التكاليف المالية
يسبب تحديد موعد انتخابات العزل خارج الإطار الزمني للانتخابات العادية تكاليف إضافية. مثلًا، كلفت انتخابات العزل لحاكم كاليفورنيا عام 2021 دافعي الضرائب 300 مليون دولار، مع أن الحاكم فاز بنسبة 61.9% مقابل 38.1%.

## نسبة المشاركة
تُجرى العديد من انتخابات العزل في سنوات غير انتخابية، ما يؤدي إلى انخفاض كبير في نسبة مشاركة الناخبين مقارنةً بالانتخابات المجدولة المعتادة. قد تقلل متطلبات النصاب القانوني من نسبة المشاركة نتيجة لمفارقة الغياب الطوعي والامتناع الاستراتيجي. بالمقابل، قد تؤدي التغطية الإعلامية إلى رفع نسبة المشاركة.

## حسب البلد

### الأرجنتين
وصل استفتاء العزل إلى أمريكا اللاتينية بعد إدخاله على المستوى المحلي في الولايات المتحدة، وذلك عامي 1923 و1933، في إقليمي كوردوبا وانتري ريوس على التوالي. ويُطبق العزل على مستوى الأقاليم في تشاكو (1957)، تشوبوت (1994)، كوردوبا (1923، 1987)، كورينتس (1960)، لا ريوخا (1986)، ريو نيغرو (1988)، سانتياغو ديل إستيرو وتييرا ديل فويغو (1991). وتُدرجه أقاليم أخرى في قوانين البلديات مثل انتري ريوس (1933)، نيوكوين (1957)، ميسيونيس (1958)، سان خوان (1986)، سان لويس (1987). ويتضمن أيضًا في مدينة بوينس آيرس منذ عام 1996.

### كندا
قُدِّم اقتراح لتشريع العزل على المستوى الفيدرالي في كندا في أكتوبر 1999 من قِبل النائب المعارض عن حزب الإصلاح، تيد وايت، عبر مشروع قانون فردي بعنوان «قانون العزل» -قانون يقر بحق الناخبين في عزل أعضاء البرلمان. لكن المشروع تعثر ولم يتجاوز القراءة الأولى.
لا يوجد بالتالي قانون عزل على المستوى الوطني، غير أن إقليمي ألبرتا وكولومبيا البريطانية لديهما قوانين سارية بهذا الشأن.

### ألبرتا
أقر إقليم ألبرتا تشريع العزل لأعضاء الجمعية التشريعية عام 1936 خلال حكومة الائتمان الاجتماعي بقيادة ويليام أبيرهارت. وقد أُلغي القانون لاحقًا بعد تقديم عريضة لعزل أبيرهارت نفسه.
عام 2020، أعلنت حكومة ألبرتا نيتها إصدار قانون يُجيز تنظيم انتخابات عزل لأعضاء الجمعية التشريعية والحكومات البلدية ومجالس المدارس. وقد أُقر هذا القانون، المعروف بـ «القانون 52»، وصدر مرسوم ملكي بالموافقة عليه في 17 يونيو 2021، ودخل حيّز التنفيذ في 7 أبريل 2022.

### نيو برونزويك
كان العزل متاحًا في نيو برونزويك في أوائل القرن العشرين، وشهدت مدينة سانت جون انتخابات عزل ناجحة في أواخر عام 1918.

### كولومبيا البريطانية
يمنح «قانون العزل والمبادرة» الصادر عام 1995 إجراءات لعزل أعضاء الجمعية التشريعية للإقليم. يُسمح للناخبين في الدائرة الانتخابية الإقليمية بتقديم عريضة لعزل ممثلهم بعد قضائه 18 شهرًا على الأقل في المنصب. إذا وقع أكثر من 40% من الناخبين المسجلين في الدائرة على العريضة وتحققت من صحتها هيئة الانتخابات، يُخطر رئيس الهيئة الانتخابية كلًا من رئيس البرلمان والعضو المستهدف بأن مقعده شُغِر. ويُدعى إلى انتخابات فرعية لملء المقعد، ويُسمح للعضو المعزول بالترشح مجددًا. حتى عام 2020، أُطلقت 26 عريضة عزل، منها ست عرائض أُعيدت إلى هيئة الانتخابات، خمس منها رُفضت بسبب قلة التوقيعات الصحيحة. أما السادسة، الخاصة بعزل النائب بول رايتسما، فتوقفت بعدما استقال الأخير عام 1998 خلال مرحلة التحقق الثانية.

### كولومبيا
أُدرج استفتاء العزل في دستور كولومبيا عام 1991، ردًا على حركة «الورقة السابعة» التي طالبت بإصلاح دستوري لوضع حد للعنف والمخدرات والفساد وتراجع المشاركة الشعبية. واعتُمد تعريف للعزل مرتبط بالبرنامج الانتخابي، ما يفرض على المرشحين تقديم خطة حكومية تُستخدم لاحقًا أساسًا للعزل. منذ تنظيم الآلية بموجب القانون 134 لعام 1994 حتى عام 2015، أُطلق 161 محاولة نتج عنها 41 استفتاء، لم ينجح أي منها بسبب عدم بلوغ نسبة المشاركة المطلوبة. عام 2015، خُفض عدد التوقيعات اللازمة لإطلاق العزل من 40% إلى 30% من مجموع الأصوات التي حصل عليها المسؤول المنتخب، وخُفض النصاب المطلوب للمشاركة من 50% إلى 40% من الأصوات الصحيحة. وقد أدى التعديل، إضافةً إلى تسريع تسجيل الجهات المُروجة للعزل، إلى زيادة ملحوظة في عدد المحاولات.

### كوبا
ينص الدستور الكوبي على أن كوبا جمهورية اشتراكية، يجوز فيها عزل جميع أعضاء الهيئات التمثيلية لسلطة الدولة من قِبل الجماهير. وكونه مبدأ من مبادئ الديمقراطية السوفيتية، فقد أُدرج هذا الحق في دساتير العديد من الدول الشيوعية الأخرى، متضمنةً الاتحاد السوفييتي السابق. رغم إتاحته قانونيًا، لم يُستخدم حق العزل عمليًا أبدًا.

### الإكوادور
تنص المادة 105 من دستور الإكوادور لعام 2008 على إمكانية عزل جميع المسؤولين المنتخبين:
يحق للأشخاص الذين يتمتعون بالحقوق السياسية سحب التفويض من السلطات المنتخبة شعبيًا. ويجوز تقديم طلب العزل بعد انقضاء السنة الأولى وقبل السنة الأخيرة من فترة الولاية. وخلال ولاية السلطة المعنية، لا يُسمح سوى بإجراء واحد للعزل. ويجب دعم طلب العزل بعدد لا يقل عن 10% من المسجلين في السجل الانتخابي ذي الصلة. حال كان المعني هو رئيس الجمهورية، يتطلب الدعم عددًا لا يقل عن 15% من المسجلين في السجل الانتخابي.
(المادة 105 من دستور الإكوادور، مترجمة عن الإسبانية)

### ألمانيا

#### عزل رؤساء البلديات
يجوز عزل رؤساء البلديات في 11 من أصل 16 ولاية ألمانية. وفي أغلب هذه الولايات، تُعد انتخابات العزل غير مباشرة، ما يعني أن العزل لا يُجرى إلا بعد تصويت بحجب الثقة من قبل مجلس المدينة. ويُشترط عادة الحصول على أغلبية خاصة لإطلاق عملية العزل من قِبل المجلس. وتُجيز أربع ولايات أيضًا العزل المباشر، ويُمكن للمواطنين جمع التوقيعات لإجراء التصويت.